# San Marzano Oliveto

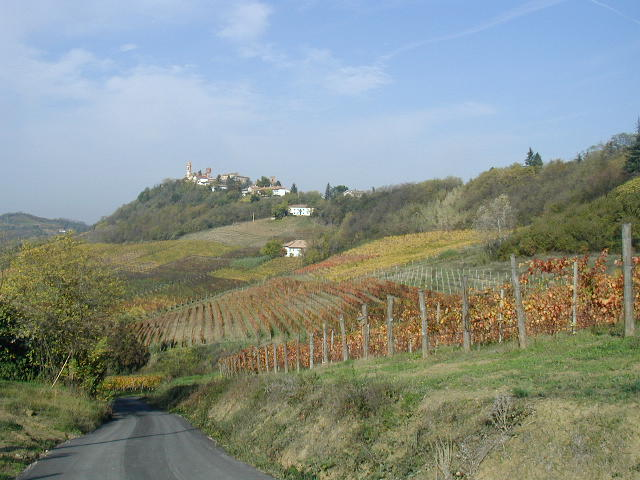
Vista panorámica de San Marzano Oliveto

San Marzano Oliveto es una localidad y comune italiana de la provincia de Asti, región de Piamonte, con 1.083 habitantes.

## Evolución demográfica
| Gráfica de evolución demográfica de San Marzano Oliveto entre 1861 y 2001 |
|                                                                           |
| Fuente ISTAT - elaboración gráfica de Wikipedia                           |